# 448 (szám)
A 448 (római számmal: CDXLVIII) egy természetes szám.

## A szám a matematikában
A tízes számrendszerbeli 448-as a kettes számrendszerben 111000000, a nyolcas számrendszerben 700, a tizenhatos számrendszerben 1C0 alakban írható fel.
A 448 páros szám, összetett szám, kanonikus alakban a 26 · 71 szorzattal, normálalakban a 4,48 · 102 szorzattal írható fel. Tizennégy osztója van a természetes számok halmazán, ezek növekvő sorrendben: 1, 2, 4, 7, 8, 14, 16, 28, 32, 56, 64, 112, 224 és 448.
Huszonháromszögszám.
Érinthetetlen szám: nem áll elő pozitív egész számok valódiosztóösszeg-függvényeként.
A 448 négyzete 200 704, köbe 89 915 392, négyzetgyöke 21,16601, köbgyöke 7,65172, reciproka 0,0022321. A 448 egység sugarú kör kerülete 2814,86702 egység, területe 630 530,21195 területegység; a 448 egység sugarú gömb térfogata 376 636 713,3 térfogategység.